# Condado de Shannon (Dakota do Sul)
O Condado de Shannon é um dos 66 condados do Estado americano da Dakota do Sul. O condado de Shannon está localizado dentro de uma reserva nativo americana, e não possui sede de condado, nem nenhuma cidade (cities ou towns) Sua maior comunidade urbana é a Região censo-designada de Pine Ridge.
O condado possui uma área de 5 430 km² (dos quais 7 km² estão cobertos por água), uma população de 12 466 habitantes, e uma densidade populacional de 2,5 hab/km² (segundo o censo nacional de 2000). Nativos americanos compõem 94,2% da população do condado, e brancos, 4,51%. O condado possui a maior percentagem de nativos americanos e a menor percentagem de brancos entre qualquer condado dos Estados Unidos da América.